# Wasted
„Wasted“ je singl polské zpěvačky Margaret, vydaný 15. ledna 2014, z jejího debutového studiového alba Add the Blonde. Autory písně jsou Thomas Karlsson, Emily Philips, Robert Uhlmann, Ant Whiting a Boris Potemkin.
Kompozice se umístila na 6. místě v žebříčku AirPlay – Top, který sleduje nejčastěji hrané skladby polských rozhlasových stanic. V žebříčku hitů roku se umístila na 4. místě mezi nejčastěji hranými skladbami polských umělců v roce 2014.
Píseň získala cenu Hit roku v plebiscitu rádia Zet. Videoklip, který kompozici doprovázel, získal nominaci do Eska Music Awards 2014 v kategorii TV Award – Nejlepší videoklip.

## Autorství, historie vydání
Píseň byla napsána a složena Thomasem Karlssonem, Emily Philips, Robertem Uhlmannem, Antem Whitingem a Borisem Potemkinem. V kompozici je využit charakteristický motiv, který již dříve ve svých písních využili také Edyta Piecha („Nasz sosjed”), Irena Santor („Piosenka o sąsiedzie”), WTF! („Da Bop”), Shazza („Historia pewnej miłości”) nebo In-Grid („La Trompette”).
Singl byl vydán 15. ledna 2014 jako první promo singl z debutového studiového alba s názvem Add the Blonde. Dne 14. února byly uvedeny do prodeje dva oficiální remixy písně. Dne 28. dubna singl vyšel ve Skandinávii.
Hit byl zařazen do několika kompilačních alb rádia RMF MAXXX Hop Bęc 18 (vydáno 25. února 2014), rádia Eska Hity Na Czasie - Wiosna 2014 (vydáno 1. dubna 2014), rádia RMF FM Polskie Przeboje 2014 (vydáno 29. července 2014) a také Party Time 2014 (vydáno 28. ledna 2014), Fresh Hits Wiosna 2014 (vydáno 4. března 2014) nebo Bravo Hits Wiosna 2014 (vydáno 18. března 2014).

## Vystoupení na živo
Singl byl premiérově prezentován zpěvačkou 31. prosince 2013 během Sylwestrowa Moc Przebojów na Kościuszkově náměstí v Gdyni. Zpěvačka se singlem vystoupila také 31. května 2014 u příležitosti festivalu TOPtrendy 2014 v rámci koncertu Największe Przeboje Roku (Největší hity roku) spolu se skladbami, které byly v polských rozhlasových stanicích v předchozím roku nejhranější. Dne 30. května 2015 na festivalu Polsat SuperHit Festiwal 2015 byly kompozice oceněna 4. místem v žebříčku nejhranějších skladeb polských rozhlasových stanic v roce 2014, který byl sestaven pro potřeby festivalu Polskou společností fonografického průmyslu (ZPAV).
Píseň byla také opakovaně prezentována zpěvačkou během velkých akcí, které přenášela televize, například 7. června 2014 na jevišti 51. Národního festivalu polské písně v Opole nebo také při koncertním turné Lato Zet i Dwójki 2014, které organizovaly TVP2 a Radio Zet.

## „Wasted” v rádiu
Kompozice se objevila v mnoha rádiových žebříčcích hitů a zaujala mimo jiné 1. místo v žebříčku rádia RMF FM a také 2. místo v žebříčku rádiových stanic ESKA, RMF MAXXX nebo Radio Szczecin. Singl se vyšplhal na 6. místo v žebříčku AirPlay – Top nejhranějších skladeb polských rozhlasových stanic, ve které se udržela po dobu 10 týdnů. Píseň byla 4. nejhranější písní původem polského umělce v rozhlasových stanicích v roce 2014.
V plebiscitu Radia Zet shrnujícím rok 2014 se díky hlasům posluchačů rozhlasové stanice „Wasted” zvítězil v kategorii Hit roku.

## Videoklip
Dne 14. ledna 2014 se na webových stránkách orange.pl uskutečnila premiéra videoklip k písni, který byl inspirován prací Andyho Warhola a filmem Amélie z Montmartru. Videoklip byl natočen ve Varšavě, režie se ujala Julia Bui Ngoc.
| Scénář:            | Julia Bui Ngoc, Olga Czyżykiewicz, Margaret |
| Režie:             | Julia Bui Ngoc                              |
| Fotografie:        | Mai Bui Ngoc                                |
| Scénografie:       | Zofia Lubińska                              |
| Styling:           | Karolina Trębacz                            |
| Hairstylist:       | Bartek Janusz                               |
| Speciální efekty:  | Bogna Kowalczyk                             |
| Výkonný producent: | Ladaco                                      |

Videoklip písně byl nominován na ceny Eska Music Awards 2014 v kategorii Eska TV Award – Nejlepší videoklip.

## V reklamě
V červnu 2014 byl fragment kompozice použit v jednom ze spotů v rámci kampaně na mobilní síť kampaň Play, které se Margaret zúčastnila.

## Seznam skladeb
Digital download
1. „Wasted” (Radio Version) – 3:21

Remixes
1. „Wasted” (Esquire Remix) – 4:43
2. „Wasted” (Esquire Radio) – 3:08

## Žebříčky

### Umístění v žebříčcích AirPlay
| Země   | Žebříček (2014)   | Nejvyšší umístění |
| ------ | ----------------- | ----------------- |
| Polsko | AirPlay – Top     | 6                 |
| Polsko | AirPlay – Nowości | 1                 |

### Umístění v rozhlasových hudebních hitparádách
| Země   | Žebříček (2014)                           | Nejvyšší umístění |
| ------ | ----------------------------------------- | ----------------- |
| Polsko | Radio Bielsko (Codzienna Lista Przebojów) | 1                 |
| Polsko | Radio Eska (Gorąca 20)                    | 2                 |
| Polsko | Radio Szczecin (SLiP)                     | 2                 |
| Polsko | RMF FM (POPLista)                         | 1                 |
| Polsko | RMF Maxxx (Hop Bęc)                       | 2                 |
| Polsko | ZPAV (Top – Dyskoteki)                    | 30                |

## Ocenění a nominace
| Rok  | Soutěž                                      | Kategorie                                                     | Výsledek  |
| ---- | ------------------------------------------- | ------------------------------------------------------------- | --------- |
| 2014 | TOPtrendy 2014                              | Největší hity roku                                            | Nominace  |
| 2014 | Eska Music Awards 2014                      | Eska TV Award – Nejlepší videoklip                            | Nominace  |
| 2014 | To nejlepší z roku 2014 – plebiscit Onet.pl | Píseň roku – Polsko                                           | 5. místo  |
| 2014 | Hudební shrnutí roku rádia Zet              | Hit roku                                                      | Vítězství |
| 2014 | Hit roku 2014 rádia RMF FM                  | Hit roku                                                      | 24. místo |
| 2014 | Top 50 Poplisty RMF FM                      | 50 najczęściej notowanych utworów na Popliście w 2014         | 40. místo |
| 2014 | Podsumowanie notowań Listy Przebojów        | Nejpopulárnější skladby v žebříčku hitů Rádia Zet v roce 2014 | 15. místo |
| 2015 | Polsat SuperHit Festiwal 2015               | Rádiový hit roku – Super hit FM                               | 4. místo  |
| 2015 | Plebiscit rádia Zet                         | Hit čtvrtstoletí                                              | Nominace  |
| 2015 | Plebiscit rádia Zet                         | Silvestrovský hit č. 1                                        | 4. místo  |